# 胡戈·斯廷内斯
胡戈·迪特尔·斯廷内斯（德語：Hugo Dieter Stinnes，1870年2月12日—1924年4月10日），德国企业家、政治家，生于鲁尔河畔米尔海姆，自1893年起从事采矿业，第一次世界大战后成为德国最大的企业家之一，魏玛共和国时期参与签署了解决劳资纠纷的斯廷内斯－列金协议。